# حادثة الأزتيك نيو مكسيكو 1948
حادثة الأزتيك نيو مكسيكو 1948 UFO (بالإنجليزية: Aztec, New Mexico, UFO incident)‏ أو ما يعرف أحيانًا بـ حادثة رازول، كان طبق طائر خادع قد تم تحطيمه، وكان موضوعًا للكتاب الذي كتبه الصحفي الأمريكي فرانك سكالي عام 1950 تحت عنوان وراء الأطباق الطائرة.